# Сарай (Апшеронський район)
```

```

Сара́й (азерб. Saray) — селище на сході Азербайджану, є південно-східною околицею міста Сумгаїт, підпорядковане Абшеронському району.

## Географія
Селище розташоване в основі Апшеронського півострова, на півночі між Джейранбатанським водосховищем на заході та озером Масазиргьоль на ході, на південь від Самур-Апшеронського каналу.

## Історія
Статус селища міського типу Сарай отримав в 1967 році. На південній околиці, між озерами Сарайшор та Ширіннаур розташовані руїни давнього поселення Сарай.

## Населення
Згідно з даними перепису 1989 року в селищі Сарай проживало 8720 осіб. На 2011 рік населення збільшилось до 18,7 тисяч осіб.

## Господарство
Селище з'єднане автомобільними шляхами з містом Сумгаїт, селищем Джейранбатан та селом Новхана.